# Canadese Confederatie

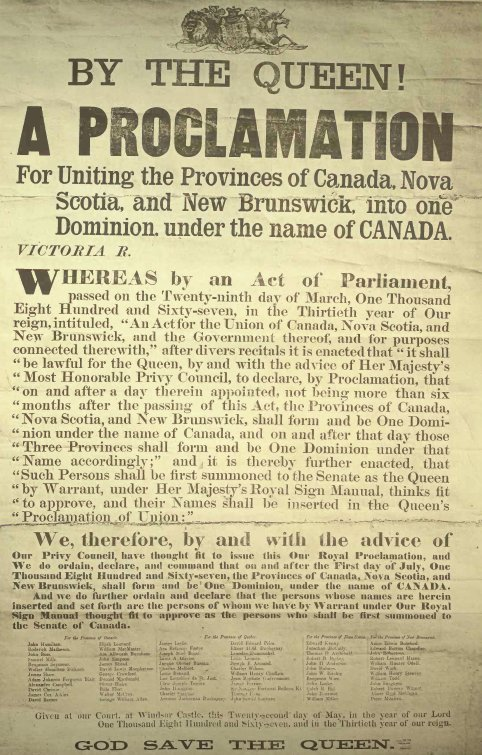
Proclamatie van de Canadese Confederatie

De Canadese Confederatie is de benaming voor de vereniging van de Britse koloniën Nova Scotia, New Brunswick, Ontario en Québec die op 1 juli 1867 het Dominion Canada vormde alsmede het proces dat daaraan voorafging. Het is tevens een (abstracte) benaming die thans nog steeds wordt gebruikt om het huidige Canada mee aan te duiden. Anders dan wat normaliter onder een confederatie wordt verstaan is er in het geval van de Canadese Confederatie geen sprake van een ware statenbond of 'confederatie', maar vormt Canada een federatie.

## Achtergrond
In tegenstelling tot de Britse koloniën die de Verenigde Staten zouden vormen, bleven de noordelijke Britse bezittingen in Noord-Amerika trouw aan de Britse Kroon. De belangrijkste Britse kolonie in de jaren voorafgaand aan de Confederatie was de Provincie Canada (gevormd in 1841) die uit het Engelse Opper-Canada en het Franse Beneden-Canada bestond. Beide gemeenschappen verschilden in vele opzichten van elkaar: in taal, cultuur, onderwijs, religie, rechtspraak enzovoorts hoewel zij economisch hecht aan elkaar waren verbonden. Politiek werd het als één geheel bestuurd ondanks de grote verschillen tussen Ontario en Québec. De Britse maritieme koloniën (Prince Edward Island, Nova Scotia en New Brunswick) werkten intussen aan een hechtere band om zo een grotere onafhankelijkheid te kunnen bemachtigen. Samen met de angst voor een steeds groter wordende Amerikaanse invloed en wellicht militaire uitbreiding naar het noorden en, later, het gevaar dat Canada bij de Amerikaanse Burgeroorlog betrokken zou kunnen raken, gaven aanleiding tot initiatieven om de Britse bezittingen in een hechtere band samen te voegen.
In september 1864 werd er een conferentie gehouden in Charlottetown op Prince Edward Island waar plannen voor een federatie tussen de koloniën werden voorgesteld. Een maand later werd tijdens een nieuwe conferentie, ditmaal in de stad Québec, een plan verder uitgewerkt. Tijdens deze conferentie schoof ook het Dominion Newfoundland aan.
De Québec-conferentie liet verdeeldheid zien tussen de kleinere Maritieme Provincies en de Provincie Canada over onder meer de verdeling van zetels in de volksvertegenwoordiging en de macht van de federale regering tegenover die van de provinciale overheden. In het bijzonder de latere eerste minister-president van Canada, John A. Macdonald pleitte voor een sterk centraal gezag. Deze disputen zorgden er na de conferentie voor dat de ratificatie van de voorstellen grote problemen met zich mee bracht. Newfoundland en Prince Edward Island besloten om niet tot een eventuele federatie toe te treden terwijl in New Brunswick aanvankelijk de pro-federale regering bij verkiezingen werd verslagen hoewel die bij verkiezingen later in hetzelfde jaar weer aan de macht kwam.
Eind 1866 werden plannen voor de federatie, inmiddels officieel confederatie genoemd maar met dezelfde betekenis als federatie, met het Britse moederland besproken en gefinaliseerd. In het voorjaar van 1867 werd door het parlement in Londen de British North America Act aangenomen die op 1 juli 1867 van kracht zou worden en waarbij de Provincie Canada (Ontario en Québec) samen met New Brunswick en Nova Scotia het dominion Canada zouden gaan vormen.

## Confederatie sinds 1867
Kort na het ontstaan van Canada in 1867 begon het land zich uit te breiden, naar het westen en noorden toe. In 1869 werd er met de Hudson's Bay Company (HBC) en de regering in Londen een overeenkomst bereikt over de transfer van land van de HBC naar Canadese soevereiniteit. Dit gebied, Rupertland genaamd, werd in 1870 opgenomen in Canada. Tevens werden in 1870 en 1871 respectievelijk Manitoba en Brits-Columbia provincies van Canada.
Het immense gebied dat de Northwest Territories wordt genoemd werd in de decennia daarna langzaam opgedeeld. In 1905 werden Saskatchewan en Alberta provincies terwijl Yukon een apart territorium werd. Intussen trad ook Prins Edwardeiland in 1873 toe tot Canada en ten slotte in 1949 Newfoundland. In 1999 werd Nunavut een apart territorium met vergaande interne zelfstandigheid, min of meer vergelijkbaar met de provincies.

## Huidig gebruik
In Canada worden de termen "federatie" en "confederatie" vaak door elkaar gebruikt en hebben zij min of meer dezelfde betekenis. Hoewel Canada een federatief land is, wordt het in de regel een confederatie genoemd. De term wordt ook gebruikt om de toetreding van provincies en territoria tot Canada aan te duiden. Zij "traden toe tot de confederatie". De geschiedenis van Canada wordt eveneens zodanig ingedeeld met de periode voor en de periode na de "confederatie".